# Rocca Grimalda
Rocca Grimalda est une commune italienne de la province d'Alexandrie, dans la région Piémont.

## Administration
| Période                                  | Période | Identité | Étiquette | Qualité |
| ---------------------------------------- | ------- | -------- | --------- | ------- |
|                                          |         |          |           |         |
| Les données manquantes sont à compléter. |         |          |           |         |

### Hameaux
San Giacomo

### Communes limitrophes
Capriata d'Orba, Carpeneto, Ovada, Predosa, Silvano d'Orba, Trisobbio

## Personnalités
- Carlo Barletti (1735-1800), un physicien italien, est né à Rocca Grimalda.